# Шелбурн
«Ше́лбурн» (англ. Shelbourne Football Club, ирл. Cumann Peile Shíol Broin) — ирландский профессиональный футбольный клуб из Дублина, основанный в 1895 году.

## История
Клуб был основан в Дублине в 1895 году. С 1904 года клуб состоял в Ирландской футбольной лиге, в 1921 году клуб стал одним из основателей Лиги Ирландии. «Шелбурн» становился победителем лиги 13 раз. «Шелбурн» является одним из трёх клубов, выигрывавших как кубок Ирландии, так и «Ирландский кубок» (одно из старейших футбольных соревнований, ныне — национальный кубок Северной Ирландии). В последние годы «Шелбурн» стал самым успешным клубом Ирландии в европейский клубных турнирах.
В сезоне 2004/2005 «Шелбурн» первым из ирландских команд достиг третьего квалификационного раунда Лиги чемпионов УЕФА. Успехи команды в европейских кубковых турнирах, а также вызов нападающего «Шелс» Джейсона Бирна в сборную Ирландии (традиционно основу сборной составляют игроки, выступающие в клубах Англии) принесли «Шелбурну» в этот период международную известность. В 2007 году из-за огромных долгов клуб лишился места в высшем дивизионе Лиги Ирландии и ныне выступает во втором по силе дивизионе.
Домашние матчи клуб проводит на стадионе «Толка Парк», расположенном в Драмкондре, пригороде Дублина. Основные цвета клуба — красный и белый, в домашней форме преимущественно используется красный цвет.

## Достижения
Чемпион Ирландии (14)1925/26, 1928/29, 1930/31, 1943/44, 1946/47, 1952/53, 1961/62, 1991/92, 1999/00, 2001/02, 2003, 2004, 2006, 2024
Обладатель Кубка Ирландии (7)1938/39, 1959/60, 1962/63, 1992/93, 1995/96, 1996/97, 1999/00
Обладатель Кубка ирландской лиги (1)1995/96
Обладатель Кубка Северной Ирландии (3)1906, 1911, 1920
Обладатель Трофея Ирландской лиги (8)1921/22, 1922/23, 1925/26, 1929/30, 1943/44, 1944/45, 1948/49, 1970/71